# Кассома, Паулу
Антониу Паулу Кассома (порт. António Paulo Kassoma; родился 6 июня 1951 года, Луанда, Ангола) — ангольский политик, бывший премьер-министр Республики Ангола с 30 сентября 2008 по 5 февраля 2010 года.

## Биография
С 1978 по 1979 год Кассома был заместителем министра обороны по вопросам вооружений и технологий в правительстве Народного движения за освобождение Анголы (МПЛА). Позднее, с 1988 по 1989 год, он был заместителем министра, затем, с 1989 по 1992 год, министром транспорта и коммуникаций. 9 апреля 1992 года был переведён на должность министра по координации территориального управления.
До назначения премьер-министром занимал должности губернатора провинции Уамбо и первого секретаря МПЛА в этой провинции.
26 сентября 2008 года, после победы МПЛА на парламентских выборах, Политбюро МПЛА избрало Кассому премьер-министром. В соответствии с решением Политбюро президент Жозе Эдуарду душ Сантуш назначил его премьер-министром 30 сентября 2008 года, и тем же указом уволил с поста губернатора провинции Уамбо. Кассома был приведён к присяге в тот же день. Выступая перед журналистами после этого, он сказал, что он будет отдавать приоритет ускорению процесса национального примирения.
Правительство Кассомы было сформировано 1 октября. В него вошли 35 членов, 17 из которых были новыми.
В соответствии с положениями новой конституции, принятой Национальным собранием 21 января 2010 года, должность премьер-министра была упразднена. Кассома назначен председателем Национального собрания, сменив Фернанду да Пьедаде Диаш душ Сантуша, который был назначен вице-президентом Анголы.
После парламентских выборов 2012 года председателем Национального собрания вновь стал Фернанду да Пьедаде Диаш душ Сантуш. 28 июня 2013 года Паулу Кассома был назначен председателем совета директоров Banco Espírito Santo Angola («Банк Эспириту Санту - Ангола») - крупного финансового учреждения, дочерней структуры португальского иневстиционного холдинга ESFG.